# Greg Wise
Pour les articles homonymes, voir Wise.
Greg Wise est un acteur britannique, né le 15 mai 1966 à Newcastle upon Tyne.

## Biographie
Né de parents architectes à Newcastle, il se lance lui aussi dans l'architecture avant de voyager à Glasgow où il étudie le drame au Royal Scottish Academy of Music and Drama. Il voyage ensuite en Extrême-Orient.

### Carrière
En 1995, il joue dans la comédie romantique Raison et sentiments d’Ang Lee, où il incarne John Willoughby. Adapté du roman de Jane Austen, ce film réunit à ses côtés Emma Thompson, Hugh Grant, Kate Winslet ou encore Alan Rickman. C'est sur ce tournage qu'il rencontre Emma Thompson, qui devient son épouse en 2003.
En 1997, dans L'Antre de Frankenstein de Peter Werner, dans le rôle de Crispian Grimes, il partage l'écran avec Adrian Pasdar et Teri Polo.
En 1998, il tourne dans Judas Kiss, film américain réalisé par Sebastian Gutierrez, où il joue de nouveau aux côtés d'Emma Thompson et d'Alan Rickman mais aussi de Carla Gugino et de Simon Baker.
Il tourne ensuite dans le téléfilm Alice, à travers le miroir (1999), de John Henderson, avec Kate Beckinsale et Ian Holm.
Il joue également dans la série The Crown où il incarne Louis Mountbatten.
En 2021 il participe à la 19e saison de la célèbre émission Strictly Come Dancing. 

### Vie personnelle
Depuis 2003, il est l'époux de l'actrice Emma Thompson qu’il a rencontré en 1995 lors du tournage de Raisons et Sentiments.
Ils ont une fille, Gaia Wise, née à Londres le 4 décembre 1999[réf. nécessaire], et ils adoptent en 2003 un orphelin rwandais, ancien enfant soldat, Tindyebwa Agaba, .

## Filmographie

### Cinéma

#### Courts métrages
- 1992 : I Bet It Will Rain :
- 2002 : Hills Like White Elephants : l'américain
- 2004 : Every Seven Years : petit-ami
- 2010 : I Bleach : Dan

#### Longs métrages
- 1995 : Feast of July (en) de Christopher Menaul : Arch Wilson
- 1995 : Raison et Sentiments (Sense and Sensibility) d'Ang Lee: John Willoughby
- 1998 : Judas Kiss de Sebastian Gutierrez : Ben Dyson
- 1999 : Mad Cows de Sara Sugarman : Alex
- 1999 : Africa : Josh Sinclair
- 2001 : La Découverte du ciel (The Discovery of Heaven) de Jeroen Krabbé : Max Delius
- 2003 : Johnny English de Peter Howitt : agent One
- 2003 : L'Affaire des cinq lunes (Five Moons Square) de Renzo Martinelli : Francesco Doni
- 2005 : The Adventures of Greyfriars Bobby (en) de John Henderson : Minister Lee
- 2005 : Tournage dans un jardin anglais (Tristram Shandy: A Cock and Bull Story) de Michael Winterbottom : Greg
- 2008 : The Disappeared (en) de Johnny Kevorkian : Jake Ryan
- 2009 : Morris: A Life with Bells On (en) de Lucy Akhurst (en) : Villandry
- 2013 : Three Days in Havana de Gil Bellows et Tony Pantages : Harry Smith
- 2014 : Je t'aime à l'italienne (Walking on Sunshine) de William Pym et Dania Pasquini : Doug
- 2014 : Blackwood : Dominic
- 2014 : Effie Gray de Richard Laxton : John Ruskin
- 2016 : After Louise : Bob
- 2016 : Love of My Life de Joan Carr-Wiggin : Ben
- 2018 : Private War (A Private War)  de Matthew Heineman : professeur David Irens
- 2019 : The Singing Club (Military Wives) de Peter Cattaneo : Richard

### Télévision

#### Téléfilms
- 1992 : Pilot : Henry of Gault
- 1992 : A Masculine Ending : Jamie Baird
- 1993 : Typhon's People : Cato Macgill / Adam Prime
- 1994 : Hellfire : Gregg Martin
- 1996 : Fatal Caper :
- 1997 : The Place of the Dead : corporal Hugh Brittan
- 1997 : Hospital! : Dr. Jim Nightingale
- 1996 : La Pierre de lune (The Moonstone) : Franklin Blake
- 1998 : Alice au pays des merveilles : À travers le miroir (Alice Through the Looking Glass) : Red Knight
- 2000 : Madame Bovary (en) : Rodolphe
- 2002 : Sirens de Nicholas Laughland : Oliver Rice
- 2003 : Horatio Hornblower : Major Côtard
- 2006 : Elizabeth David: A Life in Recipes : Peter Higgins
- 2006 : Number 13 : Professor Anderson
- 2007 : The Commander: The Fraudster : Mark Davy
- 2011 : Lune de miel en solo (Honeymoon for One) de Kevin Connor : Sean Hughes
- 2011 : Documental : Chippy
- 2014 : De cœur inconnu : Duncan Lancaster

#### Séries télévisées
- 1992 : Covington Cross (saison 1, épisode 1 : Le Retour [1/2]) : Henry of Gault
- 1993 : The Riff Raff Element (en) : Alister
- 1994 : Taggart (saison 10, épisode 2 : Hellfire) : Gregg Martin
- 1995 : The Buccaneers (mini-série) : Guy Thwaite
  - saison 1, épisode 1 : Invasion
  - saison 1, épisode 2 : Conquest
  - saison 1, épisode 3 : Ambush
  - saison 1, épisode 4 : Capture
  - saison 1, épisode 5 : Plunder
- 1996 : Les Contes de la crypte (Tales from the Crypt) (saison 7, épisode 1 : Cabriole fatale) : Justin Amberson
- 1997 : L'Antre de Frankenstein (House of Frankenstein) (mini-série) : Crispian Grimes
- 1999 : Wonderful You (en) (mini-série) (7 épisodes) : Marshall, chartered accountant
- 2005 : According to Bex (en) (8 épisodes) : Charles Mathers
- 2006 - 2007 : Scotland Yard, crimes sur la Tamise (Trial & Retribution) : John Harrogate
  - saison 10, épisode 1 : Les Péchés du père - 1re partie
  - saison 10, épisode 2 : Les Péchés du père - 2e partie
- 2007 : Miss Marple (Agatha Christie's Marple) (saison 3, épisode 3 : L'Heure zéro) : Nevile Strange
- 2007 - 2009 : Cranford : Sir Charles Maulver
  - saison 1, épisode 1 : June 1842
  - saison 1, épisode 2 : August 1842
  - saison 1, épisode 3 : November 1842
  - saison 2, épisode 1 : Return to Cranford: Part One - August 1844
  - saison 2, épisode 2 : Return to Cranford: Part Two - October 1844
- 2008 : Place of Execution (en) (mini-série) : Philip Hawkin
- 2011 : Zen (mini-série) (saison 1, épisode 1 : Vendetta) : Renato Favelloni
- 2011 : Londres, police judiciaire (Law and Order: UK) (saison 5, épisode 3 : Fille de joie) : Gavin Williams
- 2012 : Homefront (mini-série) (6 épisodes) : Major Peter Bartham
- 2014 : Rosamunde Pilcher (saison 1, épisode 118 : Mein unbekanntes Herz) : Duncan Lancaster
- 2015 : The Outcast (en) (mini-série) : Gilbert Aldridge
- 2016 : Galavant (saison , épisode : About Last Knight) : Arnold Galavant
- 2016-2017 : The Crown : Louis Mountbatten
  - saison 1, épisode 1 : Wolferton Splash
  - saison 1, épisode 2 : Hyde Park Corner
  - saison 1, épisode 3 : Windsor
  - saison 1, épisode 4 : Catastrophe naturelle
  - saison 1, épisode 5 : Poudre aux yeux
  - saison 2, épisode 1 : Une mésaventure
  - saison 2, épisode 2 : La Compagnie des hommes
  - saison 2, épisode 4 : Beryl
  - saison 2, épisode 9 : Pater familias
- 2017 : Modus, 9 épisodes : Warren Schifford
- 2018-2019 : Strange Angel, 17 épisodes : Alfred Miller
- 2019 : Tuca and Bertie, épisode The Deli Guy : Lord Wilkshire  (voix)

## Distinctions
- Awards Circuit Community Awards 1995 : nomination pour la meilleure distribution d'ensemble pour Raison et Sentiments (partagée avec plusieurs autres interprètes du film)
- Indie Series Awards 2017 : nomination comme meilleur acteur invité dans une comédie pour High Road